# 慈寿寺站
慈寿寺站是一个位于中国北京市海淀区八里庄街道玲珑路、蓝靛厂南路交叉口慈寿寺桥下方，属于北京地铁6号线和10号线的地铁换乘站。慈寿寺站因南面临近慈寿寺（玲珑公园）而得名。10号线部分于2011年6月30日封顶，6号线部分于同年8月15日封顶，2012年12月30日投入使用。与白石桥南站一样，是北京地铁啟用后即為換乘站的車站之一。北京地铁S1线原计划接入此站并作为终点站，但由于运量不足等原因，门头沟线东段被6号线西延代替，故慈寿寺站不再接入门头沟线。
慈寿寺站西北侧，在慈寿寺站和海淀五路居站之间，并靠近慈寿寺站的是五路停车场，是地铁10号线和6号线列车停车库，其上盖为京投发展琨御府小区。

## 位置
慈寿寺站位于玲珑路（东西向）和京密引水渠及其两侧蓝靛厂南路（南北向）交汇处 — 慈寿寺桥西北侧。10号线呈南北向，6号线呈东西向，两线呈L形交叉。

## 结构
慈寿寺站是地下三层车站，6号线和10号线均为地下，6号线为三层三跨，局部四跨结构，10号线为二层三跨结构。地下一层为10号线楔形站厅，地下二层为10号线站台及6号线站厅，地下三层为6号线站台。两线均为岛式站台设计。
慈寿寺站10号线站台应用了楔形站台形式，6号线站台往海淀五路居站方向一侧是弯道站台。
| 地面层                            | 出入口                   | B–I出入口                        |
| 地下一层 10号线站厅层             | 站厅                     | 客务中心、自动售票机、进出站闸机 |
| 地下二层 6号线站厅层 10号线站台层 | 站厅                     | 客务中心、自动售票机、进出站闸机 |
| 地下二层 6号线站厅层 10号线站台层 | █ 10号线内環（车道沟）   |                                  |
| 地下二层 6号线站厅层 10号线站台层 | 岛式站台，左側開门       |                                  |
| 地下二层 6号线站厅层 10号线站台层 | █ 10号线外环（西钓鱼台） |                                  |
| 地下三层 6号线站台层              |                          | █ 6号线往金安桥 （海淀五路居）   |
| 地下三层 6号线站台层              | 岛式站台，左側開门       |                                  |
| 地下三层 6号线站台层              | █ 6号线往潞城（花园桥）  |                                  |

在慈寿寺站内从10号线站台可直接到6号线站台实现“站台对站台”换乘，也可以从10号线站台先上到站厅，再下到6号线站台；从6号线站台换乘到10号线，则需要先上到站厅，再下到10号线站台。换乘通道全部为双向通道。

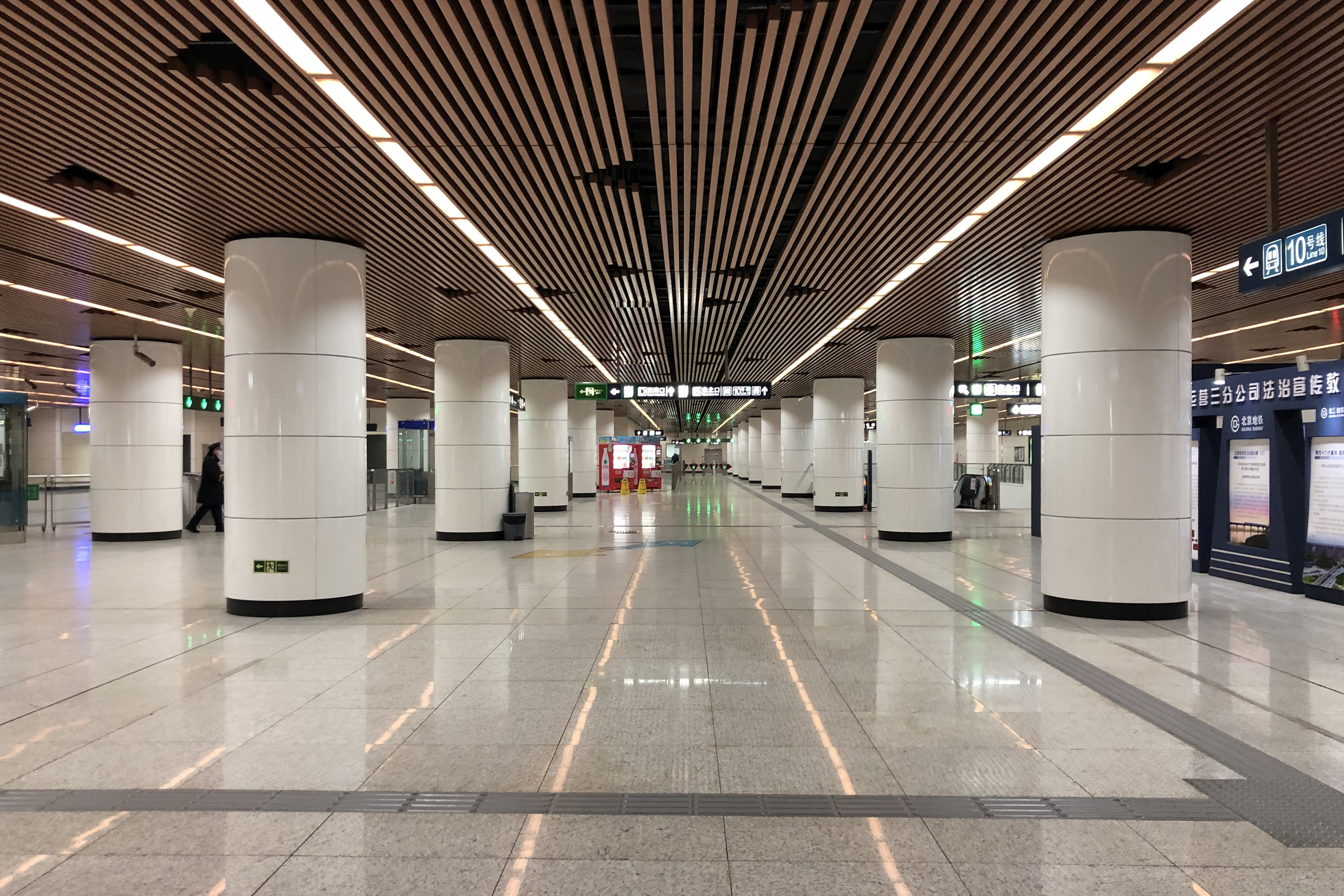
10号线站厅层（2021年2月摄）
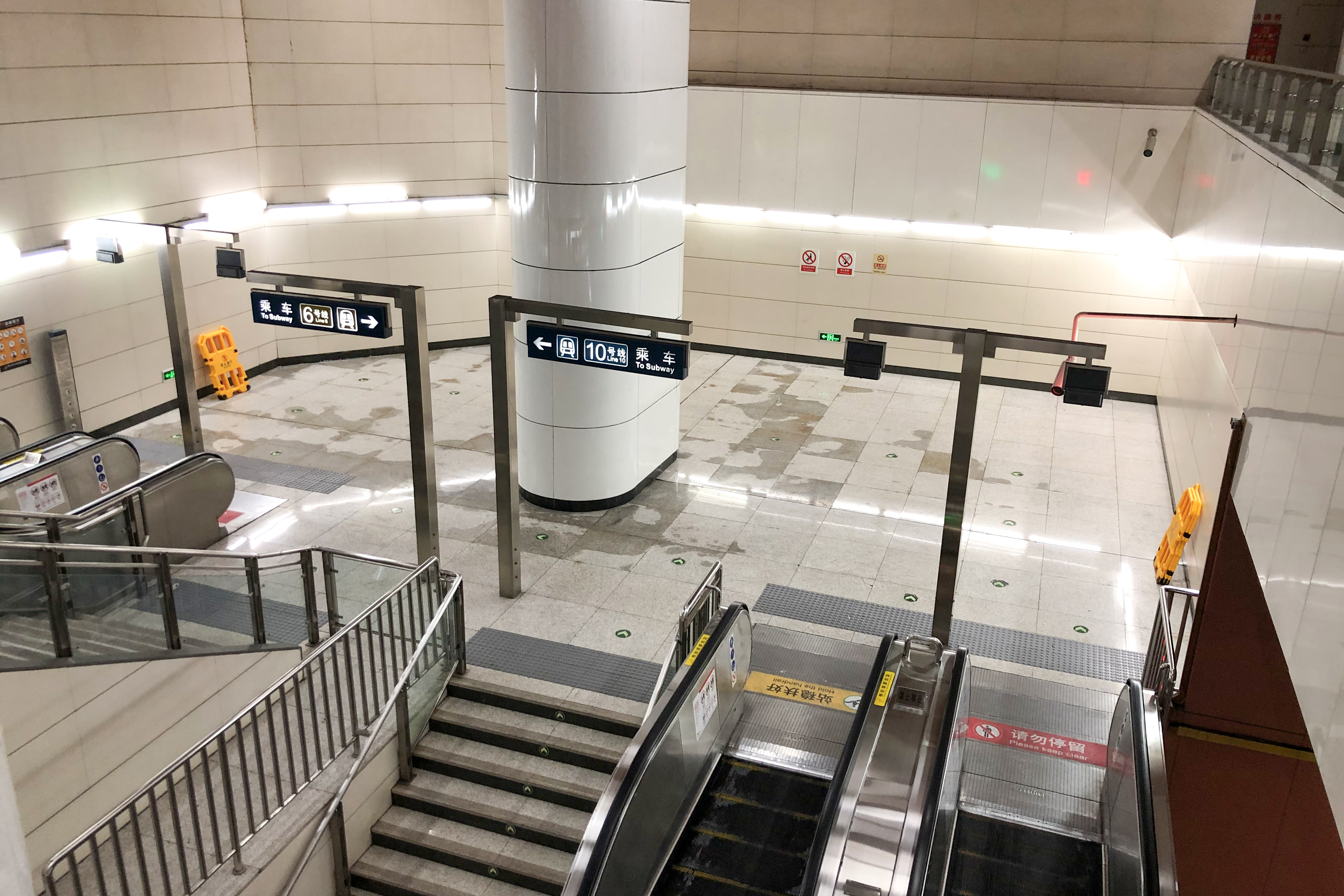
非付费区内由10号线站厅前往6号线站厅的通道（2021年2月摄）
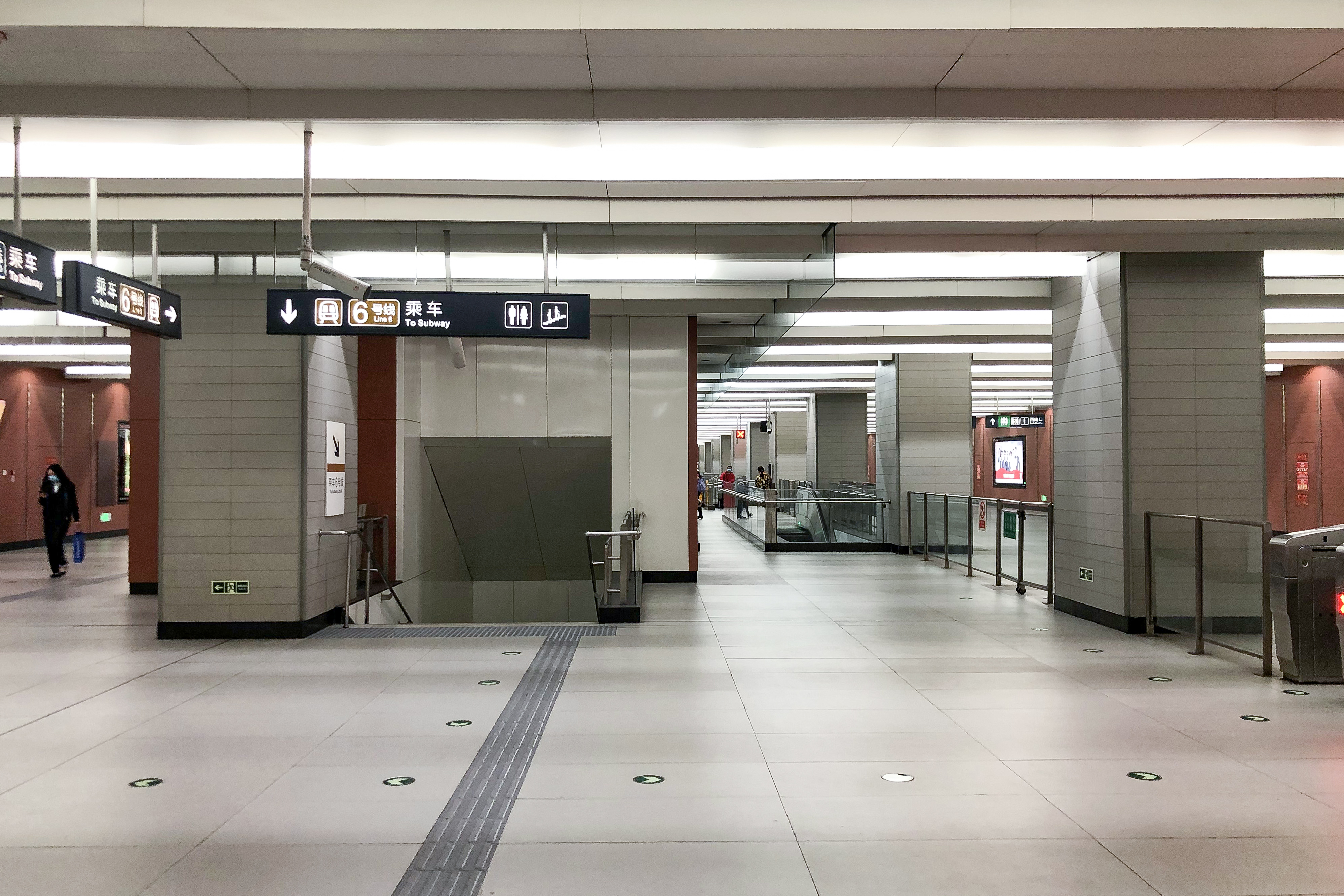
6号线站厅层（2021年4月摄）
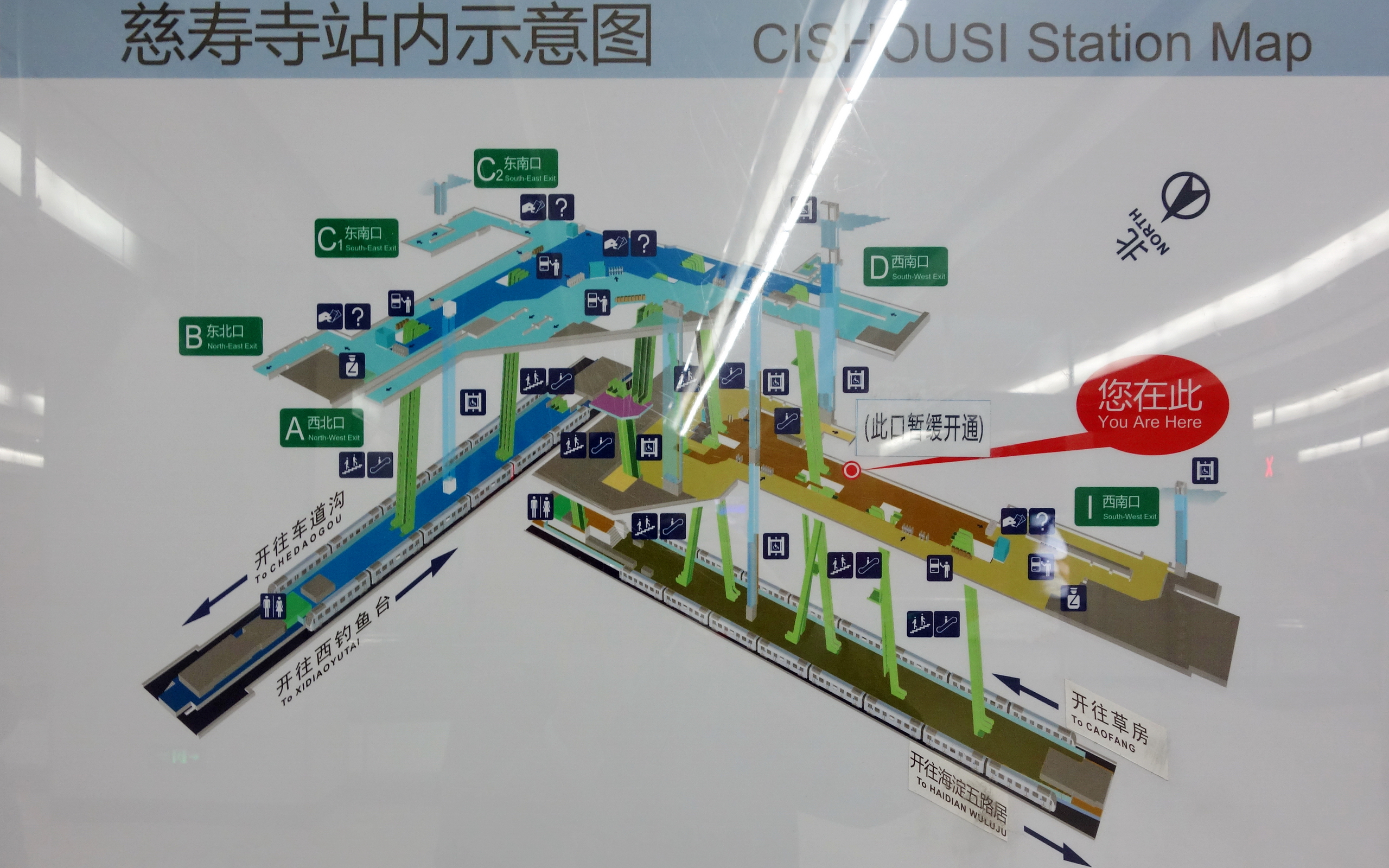
慈寿寺站内结构示意图（2013年10月摄）

## 出入口
|                           |                    |                                      |      |            |
|                           |                    |                                      |      |            |
| 编号                      | 指示               | 建议前往的目的地                     | 照片 | 无障碍设施 |
| 连通 10号线站厅           |                    |                                      |      |            |
| 出口 · B                  | 蓝靛厂南路（西侧） | 又一村路、七贤村路、北洼西街、北洼路 |      | 不適用     |
| 出口 · C · 1              | 蓝靛厂南路（西侧） |                                      |      | 不適用     |
| 出口 · C · 2 · 升降机标志 | 玲珑路（北侧）     | 蓝靛厂南路（西侧）                   |      |            |
| 连通 6号线站厅            |                    |                                      |      |            |
| 出口 · D                  | 玲珑路（北侧）     | 蓝靛厂南路（西侧）                   |      | 不適用     |
| 出口 · I · 升降机标志     | 玲珑路（北侧）     | 京门铁路主题公园                     |      |            |
| 註： 設有                 |                    |                                      |      |            |